# 7610 Sudbury
7610 Sudbury eller 1995 XB är en asteroid i huvudbältet som upptäcktes 3 december 1995 av den amerikanske astronomen Dennis di Cicco i Sudbury i Massachusetts. Den är uppkallad efter Sudbury.
Den tillhör asteroidgruppen Koronis.